# Бемстер (сир)

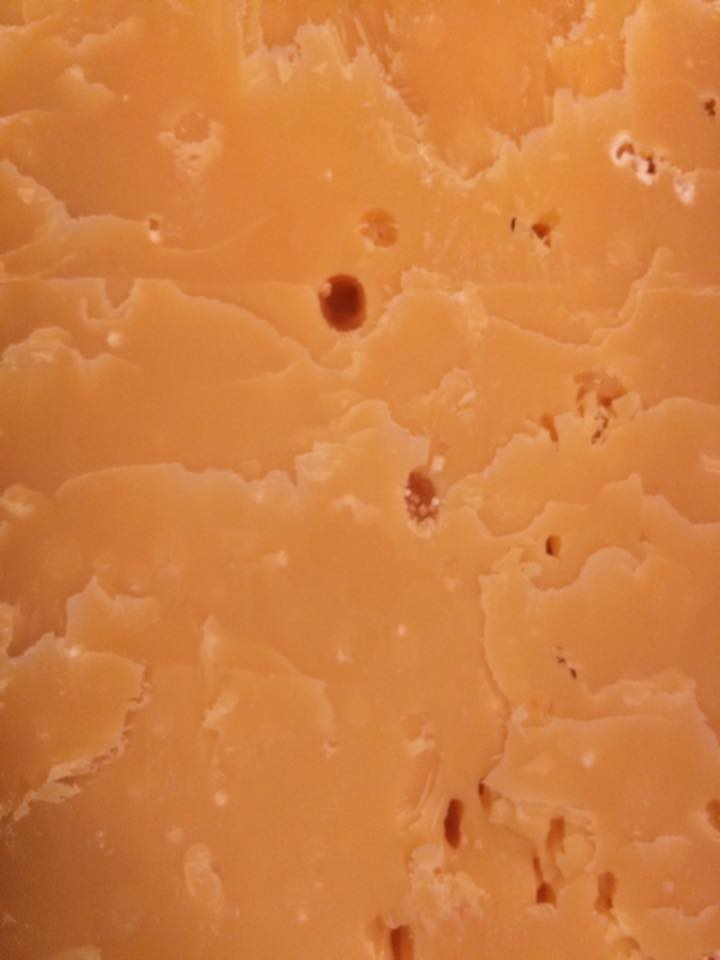
Сир Бемстер зблизька

Сир Бемстер — твердий голландський сир із коров'ячого молока. Виробництво Бемстеру аналогічне виробництву інших твердих сирів, таких як Гауда. Специфічний смак Бемстер пов'язаний з інгредієнтами (молоко з трави, вирощеної на морській глині в польдері на глибині 4 метри нижче рівня моря), тому що частина виробничого процесу (перемішування сиру) виконується вручну, і що сири дозрівають у змінних умовах.

## Історія
Після завершення будівництва Бемстер-польдеру в 1612 році дало початок землеробству. Нова земля на чотири метри нижче рівня моря була родючою та придатною для сільського господарства та молочного скотарства. До 1901 року більшість молочарів здавали молоко та домашній сир місцевим купцям. Залежність від цих купців не завжди тішила їх.
У 1901 році кілька молочних фермерів у кількох селах вирішили заснувати кооперативи. Різні кооперативи будували невеликі сироварні. Одним із таких став кооператив Вільгельміна, відкритий у 1907 році. У 1930 році вони об'єдналися з іншою фабрикою в польдері, De Unie, утворивши спільне кооперативне сироварне підприємство під назвою De Tijd («Час»).
У 1947 році два інших кооперативи (Concordia з Аудендайку та Ons Belang з Мідделі) об'єдналися, щоб сформувати De Combinatie («Комбінація»). У 1950 році була додана сироварня Neerlandia в Стомпеторені. Нарешті, у 1991 році De Combinatie об'єдналася з іншим кооперативом De Vechtstreek, утворивши CONO Cheesemakers.
У сімдесяті роки на голландському сирному ринку зростала конкуренція. Це призвело до появи Beemster kaas (сиру Бемстер). Його ручна природа є результатом ручного перемішування сирної маси, а також дозрівання при різних температурах і вологості.
CONO налічує близько 475 фермерів і є одним із найменших таких кооперативів у країні; він виробляє близько 30 000 тонн Бемстеру щороку. У 2001 році королева Нідерландів присвоїла титул «За призначенням до двору Нідерландів». Beemsterkaas є однією з головних визначних пам'яток району.
Сьогодні CONO виробляє широкий асортимент сирів на основі сиру Бемстер. Вони також є ексклюзивним постачальником молока для Ben & Jerry's у Європі.